# Pirchkogel
Pirchkogel (nebo Pirchkogl) je hora vysoká 2828 m n. m. ve Stubaiských Alpách v rakouské spolkové zemi Tyrolsko. Je považována za dobrý vyhlídkový bod.

## Geografie
Pirchkogel se zvedá severně od Kühtai (2017 m n. m.) a Dortmunderské chaty (1948 m n. m.) bezprostředně nad silnicí přes Kühtaiské sedlo. Spolu se skalními stěnami Irzwänden (2757 m n. m.) na východě a dvojvrcholy Grießkogel (Vorderer 2666 m n. m. a Hinterer Grießkogel 2673 m n. m.) rámují náhorní plošinu známou jako Schwarzmoos (Černý mech).
Nacházejí se zde čtyři malá horská jezera, včetně jezera Gossenköllesee ve výšce 2413 m n. m., ke kterému vede trasa z údolí ze zimního střediska Kühtai. Až do roku 2014 byla v oblasti jezer vyhlášena nejmenší rakouská biosférická rezervace UNESCO o rozloze 85 ha, v níž probíhá dlouhodobý výzkum vodní ekologie na univerzitě Innsbruck.

## Výstupy
Na vrchol Pirchkogelu vede několik cest: 
- cesta přes severozápadní hřeben, zvaná také Schafjoch, vede ze Silzu přes Silzer Alm nebo z Ochsengarten.[4]
- Ze Stamsu se stoupá údolím Schneetal severovýchodně od vrcholu.

- Nejoblíbenější a nejkratší trasou je jihovýchodní výstup z Kühtai.[2][5] Všechny tyto trasy jsou oblíbenými lyžařskými túrami i v zimě.

Na Pirchkogelu není žádný vrcholový kříž, pouze signální sloupek. Kříž je o něco níže na Marlsteinu, kde je vidět ze západu a severu.  